# 维杜·P·纳伊尔
维杜·P·纳伊尔（1974年5月14日—），印度外交官，現任印度駐安哥拉大使，曾任印度駐土庫曼斯坦大使、印度驻汉堡总领事等職務。

## 經歷
维杜·P·纳伊尔生于1974年5月14日，出身喀拉拉邦果塔延县潘帕迪。他擁有印度北方邦巴雷利印度獸醫研究所的獸醫科學研究生學位。還擁有進出口管理文憑。他精通五種語言，具有閱讀、書寫和口語能力：馬拉雅拉姆語、印地語、英語、德語和俄語，此外還具有阿拉伯語閱讀和書寫的工作知識。
在加入印度外事服務之前，曾擔任喀拉拉邦慕那尔印度-瑞士項目的助理主管。2002年进入印度外事服务部，选择德语作为学习外语。2004年至2007年，擔任印度駐德國大使館二等秘書（政治與信息）。2007年至2010年，擔任印度外交部新德里總部西歐司、東部和南部非洲部司副處長、處長。2010年至2013年，擔任印度駐科威特大使館一等秘書、臨時代辦和副使團長。2013年8月1日至2015年12月21日擔任印度駐漢堡總領事。2016年至2017年，在印度駐紐約總領事館擔任領事。2017年至2020年，擔任印度外交部聯合國及反恐司副司長。2020年7月18日至2024年1月17日，擔任印度駐土庫曼斯坦大使。
2024年1月11日，纳伊尔被任命为下一任印度驻安哥拉大使。2024年2月1日就任印度駐安哥拉大使。2月29日，向安哥拉总统递交国书。
纳伊尔在外交領域擁有豐富的經驗，涉及政治、商務、新聞媒體、教育、勞工、行政、領事及社區事務等多個領域。在科威特任職期間，他負責勞工部門及其印度社區福利中心。在漢堡，他領導成立了一個由印度裔企業家組成的印度商業論壇。在新德里的總部工作期間，他處理了聯合國維和、安理會改革、反恐、制裁機制以及不結盟運動和打擊清洗黑錢財務行動特別組織等多邊組織的相關事務。在土庫曼斯坦，他促成了印度總統的首次訪問，並開設了一個印度中心。

## 個人生活
2017年，纳伊尔的妻子南迪塔·博斯（Nanditha Bose）在纽约去世。
纳伊尔與作爲藝術博物館學家和藝術保存師的妻子妮拉賈·G·纳伊尔（Neeraja G. Nair）育有一個女兒。他的愛好包括旅行、體育、遊戲、印度和西方音樂等。

## 外部鏈接
- Embaixador da Índia pretende promover a prática de ioga em Angola （页面存档备份，存于）